# كيفين زيغرس
كيفين زيغرس ممثل كندي ولد في 19 سبتمبر سنة 1984 في وودستوك، أونتاريو في كندا دخل مجال الاعلانات والسينما والمسلسلات التلفازية منذ سنة 1992.

## وصلات خارجية
- كيفين زيغرس على موقع IMDb (الإنجليزية)
- كيفين زيغرس على موقع ألو سيني (الفرنسية)
- كيفين زيغرس على موقع تيرنر كلاسيك موفيز (الإنجليزية)
- كيفين زيغرس على موقع أول موفي (الإنجليزية)
- كيفين زيغرس على موقع قاعدة بيانات الأفلام السويدية (السويدية)
- كيفين زيغرس على موقع إن إن دي بي (الإنجليزية)
- كيفين زيغرس على موقع قاعدة بيانات الفيلم (الإنجليزية)
- كيفين زيغرس على موقع كينوبويسك (الروسية)